# حشيش

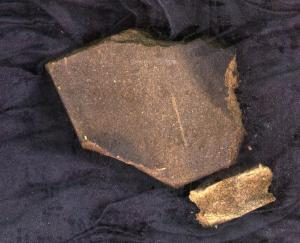
قطعة حشيش

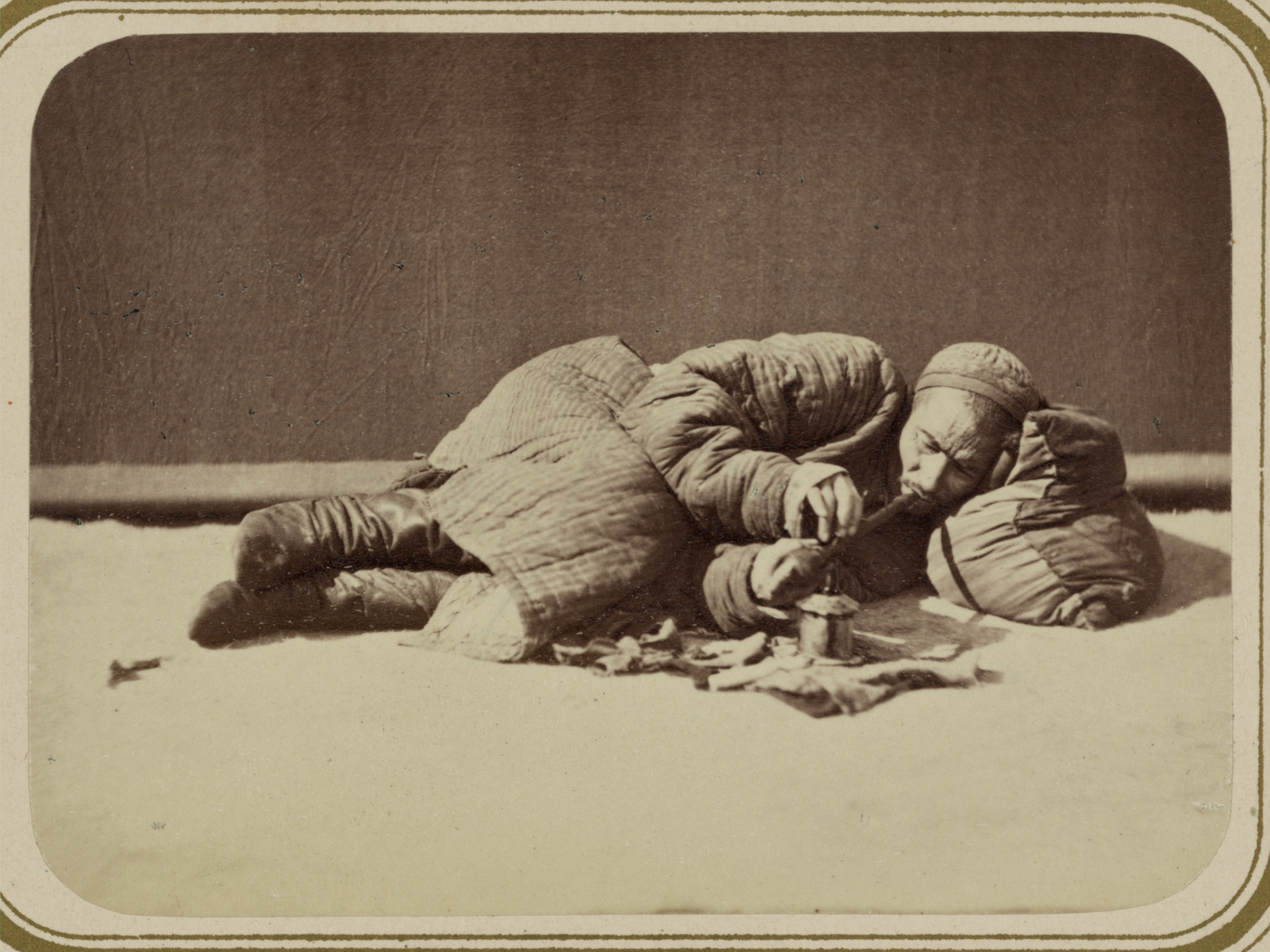
تدخين الحشيش قديما

الحشيش هو مخدر يستخرج من القنب الهندي (Cannabis Sativa) والتي يتم زراعتها في المناطق الاستوائية والمناطق المعتدلة. والحشيش هو السائل المجفف من المادة الصمغية بينما الماريغوانا تستهلك بشكل عشبي. والحشيش أكثر المخدرات انتشارا في العالم نظرا لرخص ثمنه وسهولة تعاطيه فهو لا يلزمه أدوات معقدة مثل سرنجات الأبر أو غيرها وأوراق نبات القنب تحتوي مواداً كيميائية كرباعي هيدرو كانابينول وكميات صغيرة من مادة تشبة الأتروبين تسبب جفاف الحلق. ومادة تشبه الاستيل كولين تسبب تأثير دخان الحشيش المهيج. والحشيش من المواد المهلوسة بجرعات كبيرة يؤدي إلى نوعٍ من الهلوسة. وتدخين الحشيش أكثر الطرق انتشاراً، وأسرعها تأثيراً على الجهاز العصبي المركزي نظراً لسرعة وصول المادة الفعالة من الرئة إلى الدم. ومنه إلى أنحاء المخ.

## الأعراض قصيرة المدى

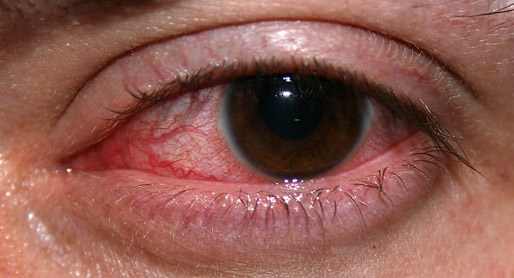
احمرار العينين، يعتبر ابرز علامات تعاطي الحشيش.

يتم الشعور ببداية التأثيرات في غضون دقائق عند التدخين، وحوالي 30 إلى 60 دقيقة عند تناولها بالفم.
- تغييرات في الإدراك؛ بما في ذلك الشعور بالإسترخاء، السعادة (النشوة)[6]
- ضعف الذاكرة قصيرة المدى[6]
- زيادة الشهية
- جفاف الفم والحلق[6]
- ضعف المهارات الحركية
- زيادة الشعور في الحواس؛ القدرة على رؤية الألوان، سماع الأصوات وتذوق الطعام بشكل أوضح نتيجة لأن المخدر يزيد من نشاط الحواس[5]
- تغير الإحساس بالوقت والمكان (الشعور ان الزمن بطيء والمسافات أطول)[5]
- خلل في الإدراك؛ بما في ذلك ضعف ردود الأفعال[6]
- أحمرار العينين (انخفاض ضغط العين)[6]
- هبوط الضغط الإنتصابي (حدوث انخفاض في الضغط عند الوقوف)
- خفقان القلب (سرعة نبضات القلب)[5]
- قد تشمل الاثار الجانبية عند فرط التعاطي؛ القلق المفرط، مشاعر ارتيابية وفرط الهلع.